# Ian Sullivan
Ian Sullivan (* 17. Dezember 1977) ist ein ehemaliger englischer Badmintonspieler. 

## Karriere
Ian Sullivan gewann 1997 die Czech International und die Irish Open. 1997 siegte er ebenfalls bei den Welsh International. Zwei Jahre später war er bei den French Open, Spanish International und den Italian International erfolgreich. Er nahm auch an zwei Weltmeisterschaften teil.

## Sportliche Erfolge
| Saison    | Veranstaltung                             | Disziplin    | Platz | Name                            |
| --------- | ----------------------------------------- | ------------ | ----- | ------------------------------- |
| 1995      | Junioren-Europameisterschaft              | Mixed        | 3     | Ian Sullivan / Joanne Wright    |
| 1996      | England: Einzelmeisterschaft der Junioren | Herrendoppel | 1     | Anthony Clark / Ian Sullivan    |
| 1997      | Czech International                       | Mixed        | 1     | Ian Sullivan / Gail Emms        |
| 1997      | Czech International                       | Herrendoppel | 1     | James Anderson / Ian Sullivan   |
| 1997      | Irish Open                                | Herrendoppel | 1     | James Anderson / Ian Sullivan   |
| 1997      | Welsh International                       | Herrendoppel | 1     | James Anderson / Ian Sullivan   |
| 1998/1999 | EBU Circuit                               | Herrendoppel | 1     | Anthony Clark / Ian Sullivan    |
| 1999      | Spanish International                     | Mixed        | 1     | Ian Sullivan / Gail Emms        |
| 1999      | Italian International                     | Mixed        | 1     | Ian Sullivan / Han Jingna       |
| 1999      | Italian International                     | Herrendoppel | 1     | Ian Sullivan / Anthony Clark    |
| 1999      | Weltmeisterschaft                         | Mixed        | 17    | Ian Sullivan / Gail Emms        |
| 1999      | Weltmeisterschaft                         | Herrendoppel | 17    | Anthony Clark / Ian Sullivan    |
| 1999      | French Open                               | Herrendoppel | 1     | Anthony Clark / Ian Sullivan    |
| 2000      | German Open                               | Mixed        | 2     | Gail Emms / Ian Sullivan        |
| 2001      | Weltmeisterschaft                         | Herrendoppel | 33    | Anthony Clark / Ian Sullivan    |
| 2001      | Weltmeisterschaft                         | Mixed        | 9     | Ian Sullivan / Indarti Issolina |